# هيروشي هاشيموتو
هيروشي هاشيموتو (باليابانية: 橋本博) هو لاعب كرة الماء ياباني، ولد في 30 أكتوبر 1950.

## وصلات خارجية
- هيروشي هاشيموتو على موقع الاتحاد الدولي للسباحة (الإنجليزية)
- هيروشي هاشيموتو على موقع أوليمبيديا (الإنجليزية)